# Maikel
Miguel Ángel García Laparra, que firma simplemente como Maikel, es un historietista, ilustrador y director editorial español, nacido en 1961.

## Biografía
Maikel se dio a conocer en las revistas infantiles de Ediciones B como Mortadelo y con series como Los Especialistas SL, recopilada en 1988 en un álbum de la Colección Olé! (concretamente la aventura larga "Los Especialistas y el misterio de las nueve lunas")
Desde el cierre de estas revistas, ha trabajado sobre todo para Ediciones El Jueves. De esta forma, realiza desde 1990 la serie Seguridasosiá, ambientada en un hospital, para la propia El Jueves.
Fue también director de la revista Puta mili entre 1992 y 1997, publicando en ella Cornejo, el teniente de acero (inoxidable).
Para la revista Mister K (2004-2006), que también dirigió, creó la serie Shok y Spik.